# Distrito de Toplica
El Distrito de Toplica (en serbio: Toplički okrug, Топлички округ) es uno de los 18 ókrug o distritos en que está dividida Serbia Central, la región histórica de Serbia. Tiene una extensión de 2.231 km², y según el censo de 2002, una población de 102.075 habitantes. Su capital administrativa es la ciudad de Prokuplje.

## Municipios
Los municipios que componen el distrito son los siguientes:
- Prokuplje
- Blace
- Kuršumlija
- Žitorađa